# 3',5'-Ciklični-AMP fosfodiestaraza
3',5'-Ciklični-AMP fosfodiestaraza (EC 3.1.4.53, cAMP-specifična fosfodiesteraza, cAMP-specifična PDE, PDE1, PDE2A, PDE2B, PDE4, PDE7, PDE8, PDEB1, PDEB2) je enzim sa sistematskim imenom 3',5'-ciklična-AMP 5'-nukleotidohidrolaza. Ovaj enzim katalizuje sledeću hemijsku reakciju
adenozin 3',5'-ciklična fosfat + H2O {\displaystyle \rightleftharpoons } AMP
Za dejstvo ovog enzim je neophodan jon Mg2+ ili Mn2+.

## Literatura
- Nicholas C. Price; Lewis Stevens (1999). Fundamentals of Enzymology: The Cell and Molecular Biology of Catalytic Proteins (Third изд.). USA: Oxford University Press. ISBN 019850229X.
- Eric J. Toone (2006). Advances in Enzymology and Related Areas of Molecular Biology, Protein Evolution (Volume 75 изд.). Wiley-Interscience. ISBN 0471205036.
- Branden C; Tooze J. Introduction to Protein Structure. New York, NY: Garland Publishing. ISBN 0-8153-2305-0.
- Irwin H. Segel. Enzyme Kinetics: Behavior and Analysis of Rapid Equilibrium and Steady-State Enzyme Systems (Book 44 изд.). Wiley Classics Library. ISBN 0471303097.

## Spoljašnje veze
- 3',5'-cyclic-AMP+phosphodiesterase на 